# Histioea colombiae
Histioea colombiae är en fjärilsart som beskrevs av Butler 1876. Histioea colombiae ingår i släktet Histioea och familjen björnspinnare. Inga underarter finns listade i Catalogue of Life.